# Giro del Piemonte 1994
Il Giro del Piemonte 1994, ottantaduesima edizione della corsa, si svolse il 6 ottobre 1994 su un percorso di 193 km. La vittoria fu appannaggio dell'italiano Nicola Miceli, che completò il percorso in 4h33'17", precedendo il connazionale Roberto Petito ed il danese Peter Meinert Nielsen.
Sul traguardo di Torino 128 ciclisti, su 182 partiti dalla medesima località, portarono a termine la competizione. 

## Ordine d'arrivo (Top 10)
| Pos. | Corridore             | Squadra         | Tempo    |
| ---- | --------------------- | --------------- | -------- |
| 1    | Nicola Miceli         | Carrera-Tassoni | 4h33'17" |
| 2    | Roberto Petito        | Mercatone Uno   | s.t.     |
| 3    | Peter Meinert Nielsen | TVM-Bison Kit   | a 6"     |
| 4    | Andrea Peron          | Polti-Vaporetto | s.t.     |
| 5    | Laurent Jalabert      | ONCE            | a 10"    |
| 6    | Stefano Zanini        | Navigare        | s.t.     |
| 7    | Christian Henn        | Telekom-Merckx  | s.t.     |
| 8    | Maurizio De Pasquale  | Amore & Vita    | s.t.     |
| 9    | Bo Hamburger          | TVM-Bison Kit   | s.t.     |
| 10   | Stefano Giraldi       | Amore & Vita    | s.t.     |